# ستيفن بينتو-بورغز
ستيفن بينتو-بورغز (بالفرنسية: Steven Pinto-Borges)‏ هو لاعب كرة قدم فرنسي في مركز الوسط، ولد في 26 مارس 1986 في فيتري سور سين في فرنسا. شارك مع منتخب البرتغال تحت 21 سنة لكرة القدم. أما مع النوادي، فقد لعب مع نادي تشيربورغ ونادي غانغون ونادي غرونوبل ونادي كليرمونت 63.

## وصلات خارجية
- ستيفن بينتو-بورغز على موقع قاعدة بيانات كرة القدم.إي يو (الإنجليزية)
- ستيفن بينتو-بورغز على موقع ليكيب (الفرنسية)
- ستيفن بينتو-بورغز على موقع Soccerway.com (الإنجليزية)
- ستيفن بينتو-بورغز على موقع عالم كرة القدم.نت (الإنجليزية)